# Courtney Cummz
Courtney Cummz (Shepherdstown, Nyugat-Virginia, 1981. december 4. –) amerikai pornószínésznő.

## Élete és pályafutása
Étteremben dolgozott elsőnek, majd topless felszolgálóként egy nudista üdülőben Floridában, miközben főiskolára járt három évig, ahol divatot és marketinget tanult. Később az üzlet, ahol dolgozott, bezárt, mivel a hurrikánok többször is kárt tettek a nudista telephelyen. Courtney úgy döntött, hogy hardcore filmekben szerepel és felnőtt mozikban kezdett szerepelni huszonhárom éves korától, 2004-ben. Piercingje van a köldökében, csiklójában és két mellbimbójában.[forrás?]

## Válogatott filmográfia
- 2013: Cheer Squad Sleepovers 5
- 2012: Cock Monsters
- 2012: Eva Angelina: No Limits
- 2012: Inside Her Ass
- 2012: Titties ’n’ Lace
- 2011: Black in My Ass
- 2011: Official Jerry Springer Parody
- 2011: Keeping It Up for the KardASSians 2 Laker Girl
- 2011: Superstar Showdown 3: Courtney Cummz vs. Bree Olson
- 2011: Femdom Ass Worship 7
- 2010: Official Friday the 13th Parody
- 2010: Brazzers Presents: The Parodies
- 2010: Mom’s Cuckold 4
- 2010: Official Bounty Hunter Parody 2
- 2010: This Ain’t Curb Your Enthusiasm XXX Janine
- 2010: 1 on 1, Vol. 5
- 2010: Big Tits in Sports 4
- 2010: Busty Athletics
- 2010: Busty Nurses
- 2010: Chestnuts
- 2010: Cougar Street
- 2010: Courtney’s Fantasies
- 2010: Doctor Adventures 7